# Стрибки у воду на Чемпіонаті світу з водних видів спорту 2022 — синхронний трамплін, 3 метри (чоловіки)
Змагання зі стрибків у воду з триметрового синхронного трампліна серед чоловіків на Чемпіонаті світу з водних видів спорту 2022 відбудуться 26 червня 2022 року

## Результати
Попередній раунд відбувся о 09:00.
Зеленим позначено фіналістів
| Місце | Країна                   | Стрибуни                            | Попередній раунд | Попередній раунд | Фінал  | Фінал |
| Місце | Країна                   | Стрибуни                            | Очки             | Місце            | Очки   | Місце |
| ----- | ------------------------ | ----------------------------------- | ---------------- | ---------------- | ------ | ----- |
| 1     | Китай                    | Цао Юань Ван Цзунюань               | 446.07           | 1                | 459.18 | 1     |
| 2     | Велика Британія          | Anthony Harding Джек Лафер          | 413.13           | 2                | 451.71 | 2     |
| 3     | Німеччина                | Тімо Бартель Ларс Рюдіґер           | 383.07           | 5                | 406.44 | 3     |
| 4     | Швейцарія                | Ґійом Дютуа Джонатан Суков          | 345.00           | 9                | 376.05 | 4     |
| 5     | Франція                  | Жуль Бує Алексі Жандар              | 387.27           | 3                | 375.54 | 5     |
| 6     | Італія                   | Лоренцо Марсалья Джованні Точчі     | 361.65           | 6                | 372.33 | 6     |
| 7     | Колумбія                 | Себастьян Моралес Луїс Урібе        | 386.37           | 4                | 364.62 | 7     |
| 8     | Мексика                  | Дієго Гарсія Йолотль Мартінес       | 358.26           | 7                | 363.21 | 8     |
| 9     | Україна                  | Олександр Горшковозов Олег Колодій  | 353.64           | 8                | 362.43 | 9     |
| 10    | Іспанія                  | Адріан Абадія Ніколас Гарсія        | 331.02           | 12               | 354.60 | 10    |
| 11    | Малайзія                 | Чев Ївей Цзи Лян Оой                | 337.23           | 11               | 337.83 | 11    |
| 12    | Нова Зеландія            | Лаєм Стоун Фрейзер Тавенер          | 337.86           | 10               | 322.11 | 12    |
| 13    | Домініканська Республіка | Франдіель Гомес Джонатан Рувалькаба | 327.63           | 13               |        |       |
| 14    | Грузія                   | Сандро Мелікідзе Торніке Онікашвілі | 316.95           | 14               |        |       |
| 15    | США                      | Тайлер Даунс Квентін Геннінґер      | 299.43           | 15               |        |       |
| 16    | Кувейт                   | Абдулрахман Аббас Хасан Калі        | 287.10           | 16               |        |       |